# Oveja frisona oriental
La East Friesian es una raza de ovejas lecheras originarias de Frisia Oriental en el norte de Alemania. Es una razas de aptitud cárnica y lechera.
Historia
La raza es originaria de la zona de Frisia, en el norte de Alemania y Holanda. En Europa el objetivo principal de la raza es producir leche. Sin embargo, la raza también se utiliza como una cruza para otras razas para mejorar la producción de leche en razas no lácteas de ovejas. 
En 1992 se importaron 11 ovejas preñadas y cuatro carneros a Nueva Zelanda desde Suecia. Las ovejas fueron puestas en cuarentena en Silverstream. Se creó un programa de cría que utilizaba técnicas de transferencia de embriones. Sólo se permitió la liberación de embriones de estas ovejas originales de la cuarentena. No fue hasta marzo de 1996 que las primeras ovejas fueron liberadas de la cuarentena y se les permitió salir de la granja. Estas ovejas consistían en 40 carneros, mientras que el resto de las ovejas permanecían en cuarentena para ampliar el número de rebaños. Las ventas de semen de la bandada fueron muy altas, con más de 50.000 ovejas inseminadas. En 1995 se registró la primera bandada de frisones orientales de Silverstream.
Producción de
El friso oriental produce aproximadamente 300-600 litros de leche, sobre una lactancia de 200 a 300 días. Hay informes de animales individuales con rendimiento de leche que alcanzan los 900 litros, contando la leche succionada por los corderos, así como el ordeño por máquina. Para proporcionar un alto rendimiento de leche, el ewe debe recibir una dieta de alta calidad.
Otra atracción de la raza es un número promedio relativamente alto de corderos nacidos por ewe.
Los frisos orientales se utilizan como una raza de ordeño de pura raza o como una raza travesía para otras ovejas ordeñadoras. Pueden aumentar el número promedio de corderos nacidos, así como la producción de leche, cuando se cruzan con otras razas de ovejas lechera. No son una raza muy resistente o adaptable, pero sus razas cruzadas pueden serlo. Cruzarlos con la raza Awassi ha sido un éxito notable en entornos mediterráneos o semiáridos.  Los frisones orientales cruzados con la raza Lacaune han sido un éxito en el medio ambiente de Wisconsin. Los frisos orientales no se introdujeron en América del Norte hasta la década de 1990, pero desde entonces, debido a su alto rendimiento de leche, se han convertido rápidamente en la raza preferida entre los productores comerciales de leche de oveja, aunque generalmente no en forma de pura raza. 
Características:
Las razas de ovejas frisas son una oveja tipo brezal, el entorno terrestre en gran parte de Frisia. El grupo incluye razas lácteas relacionadas que toman sus nombres de, y probablemente en gran parte originarios de, Frisia Occidental y Zelanda. Históricamente, las ovejas eran mantenidas en pequeñas cantidades por los hogares para la leche doméstica. Hoy en día, al parecer estas ovejas lo hacen mal cuando están en grandes y densos rebaños. 
En apariencia física, los frisos orientales tienen narices rosadas y sus cabezas y piernas están despejadas de lana. Sus cabezas son sondeadasnaturalmente. Generalmente tienen pezuñas pálidas. La característica más distintiva de un friso oriental es su cola, que se describe como una "cola de rata" porque es delgada y libre de lana. En otras partes de sus cuerpos tienen lana blanca que es de aproximadamente 35-37 micras, con una longitud de grapas de 120-160 mm y su vellón oscila entre 4-5 kg (8.8-11.0 lb). También existe una variación marrón oscuro de frisios orientales.
- Datos: Q487397
- Multimedia: East Frisian milking sheep / Q487397